# Rémi Ochlik
Rémi Ochlik (Thionville (Lorena), 16 d'octubre del 1983 - Homs (Síria) 22 de febrer del 2012) fou un fotoperiodista francès.

## Biografia
Després de graduar-se a l'escola secundària, Rémi Ochlik es va traslladar a París per estudiar fotografia a l'escola Icart-photo, i va començar a treballar per l'agència de fotografia Wostok.
L'any 2004, amb 20 anys, va viatjar a Haití per fotografiar els disturbis al voltant de la caiguda del president Jean-Bertrand Aristide. Per Rémi, era la seva primera experiència d'un conflicte armat. L'obra resultant va ser guardonada amb el Premi François Chalais per a Joves Reporters i es va presentar al Festival Internacional de Fotoperiodisme Visa pour l'Image.
El 2005 Rémi va fundar la seva pròpia agència de fotografia, PREMSA IP3, amb la intenció de cobrir les notícies a París i conflictes a tot el món. El 2011, Rémi fotografiava les revolucions de Tunísia i Egipte i l'aixecament i la guerra 
a Líbia. Els seus treballs foren publicats a Le Monde Magazine, VSD, Paris Match, Time i The Wall Street Journal. Va ser assassinat juntament amb Marie Colvin a Homs, Síria, el 2012. Tenia 28 anys.
L'Arts Santa Mònica de Barcelona li va dedicar una exposició commemorativa el mateix 2012.